# موزه لوکزامبورگ
موزه لوکزامبورگ (انگلیسی: Musée du Luxembourg) موزه‌ای واقع در شماره ۱۹ خیابان ووشیرار در حوزه ششم پاریس است. این موزه در ۱۷۵۰ میلادی تأسیس شده و در اصل یک موزه هنری واقع در بال شرقی کاخ لوکزامبورگ (راهرو مقابل بال غربی که مجموعه نقاشی چرخه ماری مدیچی پیتر پل روبنس در آن قرار داشت) بوده که در سال ۱۸۱۸ به اولین موزه هنر معاصر مبدل شد. در ۱۸۸۴ موزه به ساختمان کنونی منتقل شد که در محل نارنجستان سابق کاخ قرار دارد. موزه در سال ۲۰۰۰ به وزارت فرهنگ و سنای فرانسه واگذار شد و هنگامی که در سال ۲۰۱۰ برای برگزاری نمایشگاه‌های موقت مورد استفاده قرار گرفت، بخشی از طرح به‌هم پیوستن موزه‌های ملی شد.